# Fácános vár
A fonyódi Fácános vár egy középkori palánkvár. A Balaton déli partján található, Fonyód városához tartozik. A várban a középkori templom alapkövei és az 1900-as években újraépített palánkok és a fából készült őrtornyok, illetve a vizesárok maradványai találhatóak. A várban minden évben megrendezték a Fonyódi Hadijátékokat, de sajnos ezt hanyagolják 2013 óta.

## A vár története
A település a honfoglalás után a Lád nemzetségből származó Tar Zerind fia, Koppány vezér birtoka lett. Az 1082-es oklevélbeli említés hamis, ugyanis maga az oklevél is hamis.[forrás?]
Később a Pannonhalmi Apátság birtoka lett, egy pápai tizedjegyzékben Fonold néven fordul elő, és ekkor már önálló plébániával rendelkezett.
Első hiteles említés a vár létezéséről 1548-ból származik. Ekkor a települést Fonód-nak hívták.
Lengyeltóti Lengyel Boldizsár 1544-ben az úgynevezett fácánosi részen felépítette a fonyódi úgynevezett Alsóvárat. Ez gyakorlatilag a falu Árpád-kori templomának sánccal és árokkal való megerősítését jelentette. A gyors erődítés révén egy kettős palánkvár rendszerű, külső és belső várrészből álló végvár jött létre. A fonyódi vár kapitánya palonai Magyar Bálint lett, aki elvette Lengyel Boldizsár leányát, Brigittát feleségül. Ezzel Magyar Bálint a  lengyeltóti Lengyel család javak kezelője vagy inkább tulajdonosa lett.
Buda várának elfoglalása után, 1541-ben, palonai Magyar Bálint a község templomát palánkkal megerősítette, árokkal körülvette, majd egy nagyobb területet is hozzávéve, azt ugyancsak palánkkal és árokkal vette körbe. A kb. 60×60 m nagyságú, négyszög alakú palánkvár hosszú ideig ellenállt a török ostromnak, csak Magyar Bálint halála után, 1575-ben tudták elfoglalni. A törökök a várat elpusztították. A vár a négyzet alakú árokokkal és a középkori templom alapfalaival látható.

## A vár megközelítése
A fennmaradt rajzok szerint a bejárat a mai Szent István utca felől volt. Mi is innen 
közelíthetjük meg. A külső árkon át felvonóhídon lehetett eljutni a külső várudvarba, 
innen szintén egy hasonló hídon a belső várba. Itt széles falú épületek, kőből készült 
erődítések és egy őrtorony állt. Az alsóvár kevés falmaradványa, a négyzet alakú vizesárokkal és a középkori templom alapfalaival láthatók.

## A vár rekonstrukciója és mai szerepe
A fonyódi várról 1569-70-ből fennmaradt egy alaprajz, amelyet Giulio Turco bécsi császári hadmérnök készített. Ezen rajz alapján végezte el a ma is jól látható várhely pontos azonosítását, rekonstruálását a Fitz Jenő által 1957 és 1959 között folytatott régészeti kutatás.
Az ásatás és a rekonstrukció előtt elhanyagolt terület volt, nevét a magas növényzetben fészkelő fácánokról kapta.
Ma parkként és játszótérként funkcionál. Több fonyódi rendezvénynek is otthont ad, többek között itt tartották a Fonyódi Hadijátékokat, de mivel ez megszűnt, ezért kihasználatlan. A faszerkezetek állapota egyre romlik, a palánkvár több része megérett a felújításra.

## Palonai Magyar Bálint
Nevét először 1543-ban említik Nádasdy Tamás familiárisaként.
1543 tavaszán Pécsre küldte, hogy a várat a török ellen védje. Pécsről a szigetvári vár védői közé szegődött. Mindvégig katona maradt. Nádasdy Tamás katonáinak volt hadnagya és parancsnoka. Házassága révén kerül Fonyód a birtokába.
1548-tól már Nádasdy főkapitányi hadainak parancsnoka volt. Az 1549-től, a török zaklatást tiltó rendelkezés megszüntetése ellenére, amikor csak lehetősége nyílott, a törökre támadott, ami a királyhoz érkező panaszáradatot vont maga után. A budai pasa felháborodva tudatja, „Magyar Bálint néhány társával egész Pécsig és Székesfehérvárig mindent felprédál és elraboltat.”.
1551-ben, a királyi Magyarország és Erdély egyesítéséhez szükséges 500 fős lovas had katonái között találjuk. A kor egyik jeles történetírója név szerint megemlíti Magyar Bálint hősiességét. Az 1552-es évi a török elleni háborúskodásban hol ide, hol oda rendelték. Gyakran hagyja el Fonyód környékét, melyet bármikor megrohanhattak a törökök.
1553-ban a Fonyódról keltezett levelében megemlíti, hogy a török Lak (Öreglak) és Somogyvár alatt portyázik. A törökök 1553-1554-ben egyre gyakrabban támadtak a Balaton körüli várakra. A dél-dunántúli várak elleni török támadások elszólítják Fonyódról, majd 1555. szeptember 21-én éjszaka Mehmed bég emberei megtámadták a fonyódi várat. Az ostrom éjfélkor kezdődött. El is foglalták a régi palánkokat, de visszaverték őket. Amikor Magyar Bálintot elszólította a hadi kötelesség, a török nem hagyott fel Fonyód ostromával 1562-ig.
Nádasdy Tamás halála után fordultak rosszra az ügyei, s a zavaros birtokügyeit és hatalmaskodásait számon kérték rajta. Birtoktalan nemesként rendre ellentétbe került a környező várak kapitányaival, akik szintén igyekeztek minél több falut megtartani maguknak.
1562-ben Szigetváron katona, de Zrínyi Miklós – hasonlóan sok más korabeli nagyúrhoz – nem kedvelte túlzottan a fonyódi kapitányt. 1563 nyarán Magyar Bálint teljes egészében kegyvesztett lett Ferdinánd és az új király, Miksa előtt, s még a koronázásra sem hívták meg. Szigetvár eleste után Fonyód nem került török kézre. 1573-ban halt meg.
Majd halála után 2 évvel,1575-ben a törökök ismét rátámadtak Fonyódra, számukra most már sikeresen, és elfoglalták, majd lerombolták a várat.

## Lásd még
- Fonyód
- Nádasdy Tamás
- Magyarországi várak listája

## Külső hivatkozások
- Magyar várak
- Fonyód város honlapja
- Dokumentum Magyar Bálint életéről